# Jonathan Cain
Jonathan Cain (nacido Jonathan Leonard Friga; Chicago, Illinois; 26 de febrero de 1950) es un músico estadounidense, más conocido por su trabajo en las bandas de rock The Babys, Journey y Bad English. También ha grabado algunos álbumes como solista, enfocados principalmente en el piano. Ha recibido dos premios de la BMI por su labor como compositor, ambos junto al vocalista Steve Perry, específicamente por las canciones «Open Arms», «Faithfully» y «Who's Crying Now», todos ellos de Journey. La canción «When You Love a Woman», de la misma banda, escrita por Cain junto a Steve Perry y Neal Schon, fue nominada para el premio Grammy en 1997.

## Discografía

### Solista
- Windy City Breakdown (1977) Bearsville/Wounded Bird Records.
- Back to the Innocence (1995) Intersound Records.
- Piano with a View (1995) Higher Octave Records.
- Body Language (1997) Higher Octave Records.
- For a Lifetime (1998) Higher Octave Records.
- Namaste (2001) Wildhorse Records.
- Anthology (2001) One Way Records.
- Animated Movie Love Songs (2002) One Way Records.
- Bare Bones (2004) AAO Records.
- Where I Live (2006) AAO Records.